# 内海忠勝
内海 忠勝（うつみ ただかつ、天保14年8月19日（1843年9月12日） - 明治38年（1905年）1月20日）は、日本の武士、官僚、政治家。内務大臣（第16代）、長崎県令、三重県令、兵庫県知事（第9代）、長野県知事（第2代）、神奈川県知事（第3代）、大阪府知事（第8代）、京都府知事（第8代）、会計検査院長、貴族院議員などを歴任。吉田治助の四男。長州藩士である。従三位勲三等、死後に従二位勲一等旭日大綬章。男爵。

## 生涯
周防国吉敷郡吉敷村（現在の山口県山口市）出身。長州藩士として禁門の変に参加。維新後新政府に登用され、岩倉使節団に大使随行員として参加。地方官として長崎、三重、兵庫、長野、神奈川、大阪、京都の各県令・知事を歴任。1901年、第1次桂内閣で内務大臣に就任し初入閣を果たした。
1899年（明治32年）11月29日、貴族院議員に勅選され、1900年（明治33年）3月19日まで在任。1904年（明治37年）7月10日、貴族院男爵議員に就任し、死去するまで在任した。
山口市に「内海忠勝顕彰碑」が建立されている。

## 栄典
位階
- 1873年（明治6年）11月21日 - 従六位[5]
- 1886年（明治19年）10月28日 - 従四位[6]
- 1891年（明治24年）6月25日 - 従三位[7]
- 1900年（明治33年）8月20日 - 正三位[8]
- 1905年（明治38年）1月20日 - 従二位[9]

勲章等
- 1885年（明治18年）4月7日 - 勲六等単光旭日章[10]
- 1888年（明治21年）5月29日 - 勲五等双光旭日章[11]
- 1889年（明治22年）11月25日 - 大日本帝国憲法発布記念章[12]
- 1900年（明治33年）
  - 5月9日 - 男爵[13]
  - 12月20日 - 勲二等瑞宝章[14]
- 1902年（明治35年）2月27日 - 勲一等旭日大綬章[15]

外国勲章佩用允許
- 1891年（明治24年）12月18日 - ハワイ王国：王冠第一等勲章[16]